# Vlug en Lenig
Omni-Sportvereniging Vlug en Lenig, afgekort V&L, is een handbalclub in het Limburgse Geleen. De vereniging werd in 1949 opgericht en kende al sinds vroeg van haar bestaan een vaste plaats in de nationale handbalwereld. De dameskant van V&L speelt sinds 2010 na enkele jaren absentie weer in eredivisie.
Het eerste herenteam van V&L weet vijfmaal het landskampioenschap te halen, waarvan de laatste keer in 2002. Ook won het team driemaal de Nederlandse beker. Het eerste damesteam won tweemaal het landskampioenschap.

## Geschiedenis

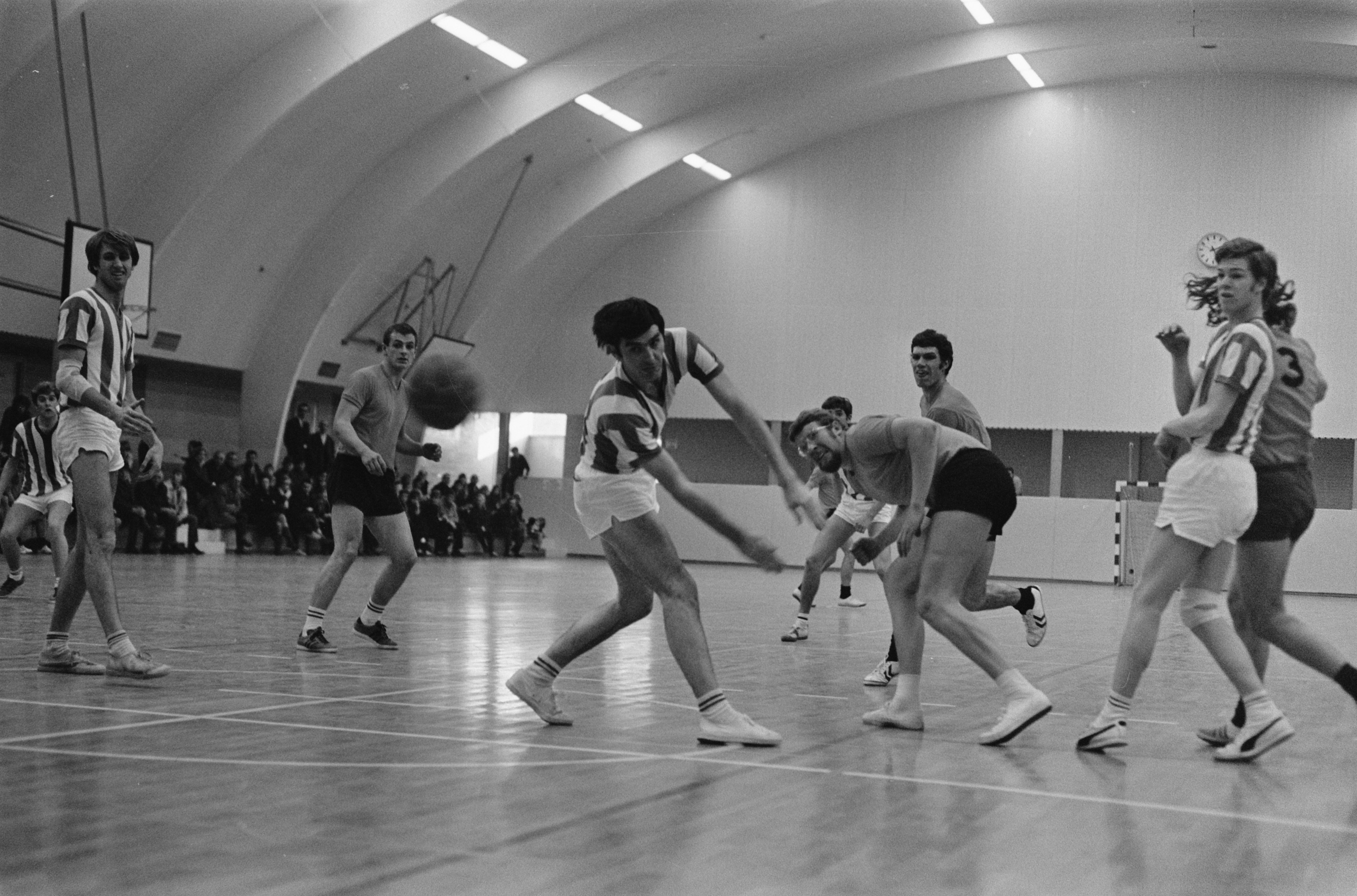
V&L uit tegen Niloc op 4 januari 1980

V&L is opgericht op 1 september 1949 in Geleen. 
In feite is de handbalvereniging Vlug en Lenig ontstaan door een “afstoting” van de zogeheten handballeden uit Olympia. De atletiekvereniging Olympia moest haar atleten de ongunstige winterperiode door zien te loodsen en door de toenmalige technisch leider werd de atleten het handballen bijgebracht. Na een aantal jaren gingen de handballende atleten hun eigen weg. De leden uit die tijd moesten alles zelf betalen en gingen per fiets naar Heerlen, Maastricht en Roermond om te handballen. Er werd vrijwel vanaf het begin met vier teams gespeeld, twee herenteams en twee damesteams. Het aantal leden bedroeg eind 1949 in totaal 77, waarvan 44 dames en 33 heren; eind 1950 was het totaal opgelopen tot 112, waarvan 57 dames en 55 heren.
In de loop van haar bestaan heeft Vlug en Lenig zich een vaste plaats verworven in de Geleense gemeenschap en in de nationale handbalwereld. Natuurlijk kwamen de successen niet vanzelf tot stand. De vereniging heeft in de loop der jaren vele bekwame bouwers/trainers, bestuursleden en begeleiders gekend. Zij allen hebben aan het imago van V&L gewerkt en met resultaat. Seizoensvoorbereidingen in het buitenland en stages deden hun intrede. Aan de leden van de selecties die voor een groot deel bestonden uit studenten, eind jaren 70 begin jaren 80, kon een kleine tegemoetkoming in de reiskosten worden gegeven, een eerste bescheiden stap op weg om de topspelers gratis hun sport te kunnen laten beoefenen.
Van 1978 tot en met 2008 speelde het eerste herenteam van V&L onafgebroken in de eredivisie. Tussen 1982 en 1986 werd vier keer het landskampioenschap gewonnen. Ook in 1983, 1985 en 1994 werd de nationale beker gewonnen.
Het damesteam van V&L weet in de jaren '80 een opmars te maken naar de nationale handbaltop. Via het kampioenschap in de derde divisie promoveerden het eerste damesteam tijdens het seizoen 1978-1979 naar de landelijke tweede divisie. In het seizoen 1980/1981 pakten de dames van Vlug en Lenig de titel in de tweede divisie en promoveerde daarmee naar de eerste divisie. V&L stond aan het einde van het seizoen 1981/1982 bovenaan en promoveerde naar de eredivisie. In 4 jaar tijd stroomden de dames door van de derde naar de eredivisie. Toch bleek de eredivisie in die periode alras een maatje te groot en degradeerde het team enige tijd later. In het seizoen 1984/1985 werd de eredivisie heroverd, waarnaar het damesteam tot 2009 onafgebroken in de eredivisie uitkwam. Het hoogtepunt van de dameskant van V&L was het behalen van het landskampioenschap in 1987 en 1990.
Op 15 mei 2000 gingen de leden van V&L akkoord met een aanpassing van de verenigingsstructuur met ingang van het nieuwe seizoen 2000-2001. Het bestuur van de ‘Omni-Sportvereniging V&L Geleen’ kreeg voor het tophandbal binnen V&L assistentie van een tweetal stichtingen; de Stichting Dames Tophandbal Geleen en de Stichting Heren Tophandbal Geleen. Beide stichtingen werden verantwoordelijk voor de operationele en financiële zaken verbonden aan het spelen van de senioren 1-, senioren 2- en A1-teams.
In het seizoen 2001/2002 wist het eerste seniorenteam van V&L weer na zestien jaar de landstitel te veroveren. In de Bloemhof verslaat het team Aalsmeer met 22-24. Sindsdien was het herenteam er niet meer in geslaagd om een finaleplaats te bemachtigen.
Tijdens het seizoen 2007-2008 werd door de heren-topsportafdelingen van V&L, BFC en Sittardia, met steun van de provinciale en gemeentelijke overheden, een nieuw concept ontwikkeld; de Stichting Tophandbal Zuid Limburg ging, met ingang van het seizoen 2008-2009, in samenwerking met de verenigingen en het Nederlands Handbal Verbond, de belangen behartigen van een tweetal topsportteams namelijk Limburg Lions en Limburg Wild Dogs. Per 6 april 2008 werd de samenwerkingsovereenkomst tussen de Omni-Sportvereniging V&L Geleen en de Stichting Heren Tophandbal Geleen beëindigd. De eredivisie licentie van het herenteam van V&L werd gebruikt voor de Limburg Wild Dogs. Sinds 2009 weet Limburg Lions enkele successen te boeken in de nationale competitie. In 2016 stapte BFC uit het samenwerkingsverdrag.
In het voorjaar van 2009 werd het duidelijk dat het voor de Stichting Dames Tophandbal Geleen welhaast onmogelijk zou gaan worden om voor het komende seizoen een sluitende exploitatie te kunnen presenteren. De besturen van de vereniging en de stichting kwamen overeen per 30 juli 2009 de samenwerkingsovereenkomst te ontbinden; de vereniging draagt sindsdien weer de volledige verantwoordelijkheid voor het faciliteren van het dames-tophandbal.
In 2010 promoveerden Dames 1 na een jaar eerste divisie weer naar de eredivisie, waar ze sindsdien een stabiele factor zijn.
In het seizoen 2018-2019 ging het eerste herenteam van V&L samenwerken met HV Smurfen United. Als reden was dat beide teams te weinig spelers hadden om een volledig team te samenstellen. Niet veel later ging ook de dameskant van HV Smurfen United combineren met V&L.
In 2021 ging V&L samen met Sittardia bij de herenkant samenwerken als V&L-Sittardia Combinatie. Dit kom tot stand dat de Lions de licenties van zowel heren 2 als de heren A1 terug gaf aan de verenigingen onder de THZL. Het eerste herenteam speelde onder de naam van Vlug en Lenig in de eredivisie. Onder leiding van Martin Vlijm degradeerde het team al na één seizoen uit de eredivisie. In de eerste divisie kroonde het eerste herenteam van V&L zich meteen tot kampioen. Doordat V&L niet genoeg geld heeft om twee teams in de eredivisie te laten spelen is er besloten om het heren team niet meet onder de licentie van V&L te laten vollen, maar in tegenstelling een nieuwe club te staten onder de hoofdsponsor Watersley Sports & Talentpark. Het team onder zou verder gaan als Watersley R+D Handball Team.

## Toernooien

### Limburgse Handbal Dagen
V&L was mede-organisator van de Limburgse Handbal Dagen. V&L stond in 1988 (de eerste editie) in de finale van de LHD. V&L organiseerde tot 2008 de Limburgse Handbal Dagen, tot de fusie met Sittardia en BFC waar Limburg Lions uitkwam.

### GlanA-toernooi
Het A-jeugdtoernooi van V&L is ontstaan naar analogie van het Peter Verjans Toernooi in Beek, dat zijn eerste editie een jaar eerder dan het GlanA-toernooi kende. BFC organiseert dit B-jeugdtoernooi, genoemd naar Beekse oud-international Peter Verjans.
De eerste editie van het A-toernooi vond plaats in 2003 onder de naam MRI-toernooi naar de toenmalige hoofdsponsor MRI en was meteen een groot succes. MRI was de volgende drie edities de hoofdsponsor, waarna IT-bedrijf BeeOne het voor vier jaar overnam. Dientengevolge veranderde de naam dan ook naar BeeOne-toernooi. Na het stoppen van BeeOne als hoofdsponsor in 2009 kreeg het toernooi weer een nieuwe naam gekregen, het GlanA-toernooi. Met het opheffen van de Heren Topsportstichting V&L naar aanleiding van de fusie tussen de Zuid-Limburgse handbalclubs tot Tophandbal Zuid-Limburg (Lions) is het toernooi als een autonome organisatie los van de vereniging V&L doorgegaan. Bewust is toen gekozen om de hoofdsponsornaam nu niet meer als toernooinaam te nemen. Met het wegvallen van de eerdere hoofdsponsoren ging namelijk telkens ook een stuk naamsbekendheid van het toernooi zelf verloren. Nu na het tienjarig jubileum in 2012 is echter besloten om het toernooi weer volledig onder de verenigingsvlag te laten vallen. Dus toch weer een naamswijziging, met zijn hoofdsponsor Sportzone Limburg. In 2015 werd het toernooi opgeheven door een te weinig aantal teams.
Winnaars
| 2003 | Gummersbach | Vlug en Lenig | 2007 | Hasselt       | Quintus       | 2011 | Tongeren  | Quintus       |
| 2004 | Gummersbach | Quintus       | 2008 | Vlug en Lenig | Quintus       | 2012 | Hasselt   | Quintus       |
| 2005 | Bielefeld   | Quintus       | 2009 | Vlug en Lenig | Quintus       | 2013 | Bevo HC   | Quintus       |
| 2006 | BTB Aachen  | Dongen        | 2010 | Hercules      | Vlug en Lenig | 2014 | Sittardia | Vlug en Lenig |

## Dames

### Selectie
| Nr. | Naam                 |
| --- | -------------------- |
| 12. | Kim van der Boom.    |
| 21. | Emma Antonissen.     |
| 24. | Jessy Bruls.         |
| 3.  | Anne Acampo.         |
| 4.  | Diede Nanning.       |
| 7.  | Marit Crajé.         |
| 8.  | Danee Steijns.       |
| 9.  | Sabien Storken.      |
| 15. | Evi Queis.           |
| 16. | Naomi in den Braekt. |
| 17. | Elise Aerts.         |
| 18. | Veerle Steijns.      |
| 19. | Ashley Jacobs.       |
| 26. | Marit van Ede.       |
| 37. | Ilya Belgarch.       |
| 47. | Eef Toon.            |

#### Technische staf
| Functie          | Naam              |
| ---------------- | ----------------- |
| Trainer/coach.   | Edwin Janssen.    |
| Assistent-coach. | Richard Steins.   |
| Keeperstrainer.  | Zoran Kenjic.     |
| Verzorger.       | Yvonne Denis.     |
| Team manager.    | Patrick Hendriks. |
| Team manager.    | Guido Nanning.    |
| Team manager.    | Peter Janssen.    |

### Lijst van trainers
- 0000–1988:  Jo Maas
- 1988–1990:  Piet Kivit
- 1990–1994:  Wiel Mayntz
- 1994–1996:  Jo Maas
- 1996–1997:  Gabrie Rietbroek
- 1997–1998:  Diana Mouton
- 1998–2001:  Ingrid Segers
- 2001–2004:  Lou Reubsaet
- 0000–2004:  Bernd Marquardt
- 0000–2004:  Dick Mastenbroek (a.i.)
- 2004–2008:  Mirjam Collart
- 2008–2009:  Wiel Mayntz
- 2009–2010:  Harold Nüsser
- 2010–2015:  Edwin Janssen
- 0000–2015:  Geert Brinkman
- 0000–2015:  Nick Onink (a.i.)
- 2015–2017:  Maurice Janssen
- 2017–2019:  Richard Curfs
- 2019–2023:  Edwin Janssen
- 0000–2023:  Harold Nüsser
- 0000–2023:  Herbert Denis &  Tommie Jansen (a.i.)
- 2023–heden:  Jo Smeets

### Resultaten
- 1980 2e
Tweede divisie B
- 1981 1e
Tweede divisie B
- 1982 1e
Eerste divisie B
- 1983 10e
Eredivisie
- 1984 3e
Eerste divisie B
- 1985 1e
Eerste divisie B
- 1986 5e
Eredivisie
- 1987 1e
Eredivisie
- 1988 4e
Eredivisie
- 1989 2e
Eredivisie
- 1990 1e
Eredivisie
- 1991
- 1992
- 1993 5e
Eredivisie
- 1994 5e
Eredivisie
- 1995 7e
Eredivisie
- 1996 8e
Eredivisie
- 1997 6e
Eredivisie
- 1998
Eredivisie
- 1999 8e
Eredivisie
- 2000 5e
Eredivisie
- 2001 5e
Eredivisie
- 2002 5e
Eredivisie
- 2003 5e
Eredivisie
- 2004 2e
Eredivisie
- 2005 2e
Eredivisie
- 2006 3e
Eredivisie
- 2007 2e
Eredivisie
- 2008 5e
Eredivisie
- 2009 13e
Eredivisie
- 2010
Eerste divisie
- 2011 8e
Eerste divisie
- 2012 2e
Eerste divisie
- 2013 9e
Eredivisie
- 2014 7e
Eredivisie
- 2015 4e
Eredivisie
- 2016 4e
Eredivisie
- 2017 7e
Eredivisie
- 2018 3e
Eredivisie
- 2019 6e
Eredivisie
- 2020 7e
Eredivisie
- 2021
Eredivisie
- 2022 6e
Eredivisie
- 2023 5e
Eredivisie
- 2024 8e
Eredivisie

- Eredivisie
- Eerste divisie
- Tweede divisie

### Europees handbal
| Seizoen | Competitie       | Ronde | Land                                    | Club                   | Totaalscore | 1e W    | 2e W    |
| ------- | ---------------- | ----- | --------------------------------------- | ---------------------- | ----------- | ------- | ------- |
| 1986/87 | Cup Winners’ Cup | 1R    | Vlag van België                         | Initia Hasselt         | 37 - 28     | 21 - 14 | 16 - 14 |
| 1986/87 | Cup Winners’ Cup | 1/8   | Vlag van Italië                         | AS Roma                | 56 - 25     | 29 - 11 | 27 - 14 |
| 1986/87 | Cup Winners’ Cup | 1/4   | Vlag van Duitse Democratische Republiek | Berliner TSC           | 41 - 37     | 23 - 17 | 18 - 17 |
| 1987/88 | Champions Cup    | 1/8   | Vlag van Duitse Democratische Republiek | ASK Vorwärts Frankfurt | 25 - 64     | 16 - 28 | 09 - 36 |
| 1988/89 | Cup Winners’ Cup | 1R    | Vlag van Luxemburg                      | HBC Bascharage         | 53 - 11     | 29 - 03 | 24 - 08 |
| 1988/89 | Cup Winners’ Cup | 1/8   | Vlag van Zweden                         | IF Linköping           | 32 - 38     | 13 - 17 | 19 - 21 |
| 1990/91 | Champions Cup    | 1R    | Vlag van Luxemburg                      | HC Berchem             | 43 - 16     | 24 - 06 | 19 - 10 |
| 1990/91 | Champions Cup    | 1/8   | Vlag van Frankrijk                      | ASPTT Metz             | 41 - 39     | 27 - 22 | 14 - 17 |
| 1991/92 | Cup Winners’ Cup | 1R    | Vlag van Frankrijk                      | ASPTT Metz             | 31 - 44     | 17 - 23 | 14 - 21 |
| 1992/93 | Cup Winners’ Cup | 1R    | Vlag van België                         | Fémina Visé            | 42 - 30     | 24 - 16 | 18 - 14 |
| 1992/93 | Cup Winners’ Cup | 1/8   | Vlag van Kroatië                        | Podravka Koprivnica    | 33 - 17     |         |         |
| 1993/94 | Cup Winners’ Cup | 1/16  | Vlag van Noorwegen                      | Toten HK               | 58 - 31     | 31 - 15 | 27 - 16 |
| 2004/05 | Cup Winners’ Cup | 2R    | Vlag van Polen                          | KS Zgoda               | 63 - 37     | 33 - 17 | 30 - 20 |
| 2018/19 | Challenge Cup    | 3R    | Vlag van Noord-Macedonië                | ZRK Kumanovo           | 36 - 70     | 15 - 39 | 21 - 31 |
| 2018/19 | Challenge Cup    | L16   | Vlag van Nederland                      | Quintus                | 41 - 55     | 22 - 27 | 19 - 23 |

## Heren
V&L heeft sinds 2023 geen herenteam onder de vereniging. Is omgegaan in Watersley R+D Handball Team.

### Lijst van trainers
- 0000–1970:  Chief Wauben
- 1970–1974:  Pim Rietbroek
- 0000–1974:  John Smeelen (a.i.)
- 0000–1975:  Jos Houben (a.i.)
- 1975–1976:  Jacques Rietbroek
- 1976–1985:  Pim Rietbroek
- 1985–1989:  Gabrie Rietbroek
- 1989–1994:  Pim Rietbroek
- 0000–1994:  Wiel Mayntz
- 0000–1994:  Gum Geuskens &  Wil Jacobs (a.i.)
- 1995–1997:  Pim Rietbroek
- 1997–1999:  Wil Jacobs
- 1999–2003:  Jan Willem Hamers
- 2003–2005:  Pim Rietbroek
- 2005–2007:  Goran Vukcevic
- 2007–2008:  Martin Vlijm
- 2008–2012:  Roel Rothkrans
- 2012–0000:  Paul Coenen
- 0000–0000:  Steven Lichteveld
- ?iiiiii–2021:  Joost Cellissen
- 2021–2023:  Martin Vlijm

### Resultaten (1976–heden)
- 1976 9e
Hoofdklasse
- 1977 2e
Eerste klasse B
- 1978 1e
Eerste divisie B
- 1979 6e
Eredivisie
- 1980 3e
Eredivisie
- 1981 4e
Eredivisie
- 1982 1e
Eredivisie
- 1983 1e
Eredivisie
- 1984 1e
Eredivisie
- 1985 4e
Eredivisie
- 1986 1e
Eredivisie
- 1987 2e
Eredivisie
- 1988 7e
Eredivisie
- 1989 2e
Eredivisie
- 1990 5e
Eredivisie
- 1991 2e
Eredivisie
- 1992 2e
Eredivisie
- 1993 4e
Eredivisie
- 1994 4e
Eredivisie
- 1995 5e
Eredivisie
- 1996 2e
Eredivisie
- 1997 3e
Eredivisie
- 1998 4e
Eredivisie
- 1999 4e
Eredivisie
- 2000 8e
Eredivisie
- 2001 7e
Eredivisie
- 2002 1e
Eredivisie
- 2003 3e
Eredivisie
- 2004 4e
Eredivisie
- 2005 6e
Eredivisie
- 2006 10e
Eredivisie
- 2007 10e
Eredivisie
- 2008 10e
Eredivisie
- 2009
Regioklasse B
- 2010
Regioklasse B
- 2011
- 2012 1e
Hoofdklasse B
- 2013 8e
Tweede divisie B
- 2014
Hoofdklasse LB
- 2015 -
- 2016 -
- 2017 10e
Hoofdklasse B
- 2018 12e
Hoofdklasse B
- 2019
Eerste klasse LB
- 2020 4e
Eerste klasse LB
- 2021
Eerste klasse LB
- 2022 16e
Eredivisie
- 2023 1e
Eerste divisie

- Eredivisie
- Eerste divisie
- Tweede divisie
- Hoofdklasse
- Eerste klasse

### Europees handbal
| Seizoen | Competitie       | Ronde | Land                             | Club                 | Totaalscore | 1e W    | 2e W    |
| ------- | ---------------- | ----- | -------------------------------- | -------------------- | ----------- | ------- | ------- |
| 1982/83 | Champions Cup    | 1R    | Vlag van België                  | Sporting Neerpelt    | 32 - 37     | 20 - 16 | 12 - 21 |
| 1982/83 | Champions Cup    | 1/8   | Vlag van Hongarije (1957 - 1989) | Budapest Honvéd SE   | 56 - 34     | 30 - 21 | 26 - 13 |
| 1983/84 | Champions Cup    | 1R    | Vlag van Luxemburg               | HB Eschois Fola      | 21 - 46     | 09 - 24 | 12 - 20 |
| 1983/84 | Champions Cup    | 1/8   | Vlag van Tsjechië                | Dukla Praag          | 38 - 56     | 20 - 23 | 18 - 33 |
| 1984/85 | Champions Cup    | 1R    | Vlag van Verenigd Koninkrijk     | HB Liverpool         | 53 - 19     | 23 - 10 | 30 -09  |
| 1984/85 | Champions Cup    | 1/8   | Vlag van Frankrijk               | SMUC Marseille       | 45 - 43     | 24 - 20 | 21 - 23 |
| 1984/85 | Champions Cup    | 1/4   | Vlag van IJsland                 | FH Hafnarfjörður     | 48 - 40     | 24 - 16 | 24 - 24 |
| 1985/86 | Cup Winners’ Cup | 1R    | Vlag van Verenigd Koninkrijk     | HC Salford           | 15 - 72     | 05 - 37 | 10 - 35 |
| 1985/86 | Cup Winners’ Cup | 1/8   | Vlag van Zwitserland             | GC Amicitia Zürich   | 44 - 39     | 25 - 19 | 19 - 19 |
| 1986/87 | Champions Cup    | 1R    | Vlag van Zwitserland             | St. Otmar Saint-Gall | 36 - 43     | 15 - 23 | 21 - 20 |
| 1987/88 | IHF Cup          | 1R    | Vlag van Portugal                | Sporting CP          | 38 - 40     | 20 - 18 | 16 - 22 |
| 1991/92 | IHF Cup          | 1R    | Vlag van Zwitserland             | Borba Luzern         | 38 - 40     | 17 - 20 | 21 - 20 |
| 1992/93 | IHF Cup          | 1R    | Vlag van Zwitserland             | RTV 1879 Bazel       | 40 - 38     | 22 - 18 | 18 - 20 |
| 1994/95 | Cup Winners’ Cup | 1/16  | Vlag van Litouwen                | Tauras Šiauliai      | 35 - 34     | 15 - 15 | 20 - 19 |
| 1994/95 | Cup Winners’ Cup | 1/8   | Vlag van Spanje                  | FC Barcelona         | 65 - 25     | 35 - 09 | 30 - 14 |
| 1996/97 | City Cup         | 1/16  | Vlag van IJsland                 | UMF Stjarnan         | 35 - 38     | 17 - 16 | 18 - 22 |
| 1997/98 | City Cup         | 1/16  | Vlag van Turkije                 | Trabzon Belediyespor | 64 - 59     | 37 - 22 | 27 - 37 |
| 1998/99 | City Cup         | 1/16  | Vlag van Slovenië                | RK Trimo Trebnje     | 36 - 60     | 22 - 26 | 14 - 34 |
| 1999/00 | City Cup         | 1/16  | Vlag van Tsjechië                | HCB Karvina          | 36 - 79     | 20 - 30 | 16 - 49 |
| 2002/03 | Champions League | Kwa.  | Vlag van Luxemburg               | Handball Esch        | 50 - 46     | 26 - 21 | 24 - 25 |
| 2002/03 | Champions League | Kwa.  | Vlag van Polen                   | Wisla Plock          | 69 - 43     | 41 - 19 | 28 - 24 |
| 2002/03 | EHF Cup          | 3R    | Vlag van Kroatië                 | RK Zamet             | 42 - 47     | 18 - 20 | 24 - 27 |

## Erelijst

### Heren
| Nationaal          |    |                                             |
| Landskampioenschap | 5x | 1981/82, 1982/83, 1983/84, 1985/86, 2001/02 |
| Bekerwinnaar       | 3x | 1982/83, 1984/85, 1993/94                   |
| Eerste divisie     | 2x | 1977/78, 2022/23                            |
| Hoofdklasse        | 1x | 2011/12                                     |

### Dames
| Nationaal          |    |                  |
| Landskampioenschap | 2x | 1986/87, 1989/90 |
| Eerste divisie     | 1x | 1981/82          |
| Tweede divisie     | 1x | 1980/81          |

Green Park Handbal Aalsmeer 2 · Herpertz Bevo HC 2  · BFC · DFS Arnhem/UDI 1896 · Dynamico · Oosting E&O/Hurry-Up · EHC ·  Feyenoord Handbal · IMTO Benelux/Hellas · PSV Handbal · HV Quintus · RED-RAG/Tachos ·
AutoCrew de Groot/Volendam 2 · Vrone/Berdos · Watersley R+D Handball Team · B&B Healthcare/WHC-Hercules
Boer'n Trots Kaas/DSVD · Misker/E&O · Cabooter Group/HC Groot Venlo ·  PCA/Kwiek · PSV Handbal · HV Quintus · Westfriesland/SEW · Geonius/V&L · VENÉCO VELO · OTTO Work Force/VOC Amsterdam · Garage Kil/Volendam ·
JuRo Unirek/VZV